# Salix amygdaloides
Salix amygdaloides — вид квіткових рослин із родини вербових (Salicaceae).

## Морфологічна характеристика

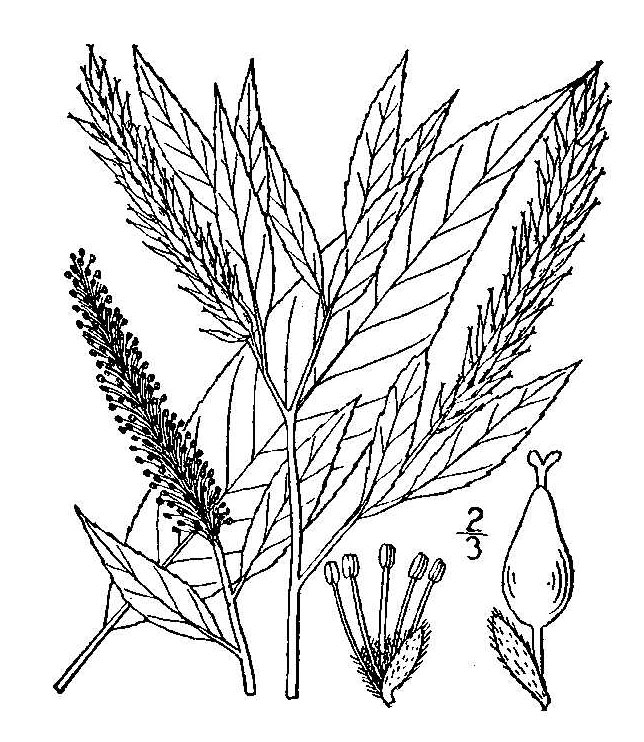
ілюстрація

Це дерево 4–20 метрів заввишки. Гілки гнучкі до ± ламкі біля основи, жовті або сіро-коричневі, голі; гілочки жовто-бурі, сіро-бурі чи червоно-бурі, голі. Листки ніжки 7–21 мм; найбільша листкова пластина дуже вузькоеліптична, еліптична, ланцетоподібна чи ременчаста, 55–130 × 24–37 мм, краї зубчасті, верхівка загострена до хвостатої, абаксіальна (низ) поверхня сіра, гола, абаксіально тьмяна, гола або рідко запушена вздовж середньої жилки; молода пластинка гола чи запушена абаксіально, волоски білі та/чи залозисті. Суцвіття — жовта сережка 3–8 сантиметрів завдовжки, утворюються навесні разом із листям. Коробочка 3–7 мм. 2n = 38.

## Середовище проживання
Канада (Альберта, Британська Колумбія, Манітоба, Онтаріо, Квебек, Саскачеван) й США (Кентуккі, Канзас, Айдахо, Колорадо, Аризона, Південна Дакота, Пенсільванія, Орегон, Оклахома, Огайо, Північна Дакота, Нью-Йорк, Нью-Мексико, Невада, Небраска, Міннесота, Мічиган, Техас, Юта, Вашингтон, Вісконсин, Вайомінг, Індіана, Іллінойс, Айова, Міссурі, Монтана). Населяє дуже і середньо вологі заплави, береги озер на піщаному, мулистому або гравійному субстраті, болота, вологі піщані дюнні рельєфи; 60–2400 метрів.

## Використання
Виростаючи в суворих і важких умовах, як і багато верб (їх можна зустріти в межах полярного кола, в горах і навіть у пустелі), види Salix часто використовувалися як джерело їжі в надзвичайних ситуаціях. Вони справді часто є улюбленим джерелом їжі для птахів і ссавців, і, хоча небагато видів претендують на кулінарну досконалість для людей, молоді пагони та внутрішня кора їстівні як сирі, так і варені. Хоча немає конкретної інформації щодо цього виду, але внутрішню кору можна їсти свіжою або її можна висушити, подрібнити в порошок, а потім додати до борошна для приготування хліба тощо. Вона має дуже гіркий смак, молоді пагони також дещо гіркі та не дуже апетитні.
Кора в'яжуча, жарознижувальна і слабо тонізуюча. Настій стружки кори використовували для лікування діареї та хвороб шлунка. Припарку з кори накладають на рани, що кровоточать. Відвар кінчиків гілок використовували як розчин для лікування судом у ногах і стопах. Кора, гілки, листя, листові бруньки та квіткові бруньки всіх видів Salix містять фенольні глікозиди, зокрема саліцин і салікортин. Сучасна медицина використовувала саліцин як шлях до виробництва звичайного болезаспокійливого аспірину.
Міцна коренева система цього дерева робить його дуже корисним для запобігання ерозії ґрунту на берегах річок тощо. Живці швидко вкорінюються та відростають, щоб стабілізувати порушений алювій, дозволяючи іншим рослинам прижитися. Це також хороший піонерний вид, який легко захоплює будь-яку очищену територію, якщо є достатня вологість. Він недовговічний і не дуже тіньовитривалий, тому, забезпечивши хороші умови для укорінення інших лісових дерев, зрештою витісняється ними. Це гарне раннє джерело нектару для бджіл.
Кора є джерелом дубильних речовин. З кори отримують світло-коричневий барвник. Молоді стебла дуже гнучкі, їх можна використовувати для виготовлення кошиків. Серцевина червонувато-коричнева, заболонь майже біла. Деревина легка, дрібнозерниста, м'яка, слабка. Іноді його використовують місцево як деревину для стовпів паркану тощо. Деревина використовується для палива та виготовлення деревного вугілля. 